# Vlag van Vaud

Vlag van Vaud

De vlag van Vaud, een kanton in Zwitserland, is vierkant en bestaat uit twee horizontale banden, wit boven en groen onder. Het motto van het kanton Liberté et Patrie, Vrijheid en Vaderland, staat in de witte baan in gouden letters die zwart zijn omrand. De kleuren groen en wit zijn in gebruik sinds de jaren negentig van de achttiende eeuw, toen de inwoners van Vaud, geïnspireerd door de Franse Revolutie, in opstand kwamen tegen het gezag uit Bern. Men ging toen een wit-groene vlag gebruiken met daarin de leuze Liberté, Egalité, Vrijheid, Gelijkheid. Toen in 1803 de Zwitserse confederatie werd heropgericht, werd het toen nieuwe motto Liberté et Patrie in zwarte letters in de bovenste baan geplaatst. Deze letters werden in 1819 in goud geschreven met een zwarte rand. Deze vlag is nog steeds in gebruik.
Woorden op een vlag worden door velen niet als nuttig beschouwd, omdat ze wanneer het windstil is niet zijn te zien. Dit maakt herkenning van een dergelijke vlag moeilijk. Aangezien Vaud het enige kanton in Zwitserland is dat een vlag heeft met woorden erop, speelt dit probleem niet zo. In de Verenigde Staten is dat anders, want veel vlaggen van Amerikaanse staten hebben een blauwe achtergrond met daarop een klein zegel en de naam van de betreffende staat. Het motto van Vaud wordt wel eens verbasterd: Liberté est partie, de vrijheid is vertrokken.